# Gaetano Scorza
Bernardino Gaetano Scorza (Morano Calabro, 29 de setembro de 1876 — Roma, 6 de agosto de 1939) foi um matemático italiano.
Trabalhou com geometria algébrica, trabalho que inspirou a teoria da variedade de Scorza.
Foi sucedido na Universidade de Roma "La Sapienza" por Fabio Conforto.

## Publicações
- Scorza, Gaetano (1960), Opere scelte. Vol. I. (1899--1915), Pubblicate a cura dell'Unione Matematica Italiana e col contributo del Consiglio Nazionale delle Ricerche, Rome: Edizioni cremonese, MR 0111670
- Scorza, Gaetano (1961), Opere Scelte. Vol. II. (1915–1919), Pubblicate a cura dell'Unione Matematica Italiana e col contributo del Consiglio Nazionale delle Ricerche, Rome: Edizioni cremonese, MR 0124997
- Scorza, Gaetano (1962), Opere scelte. Vol. III: (1920–1939), Pubblicate a cura dell'Unione Matematica Italiana e col contribut o del Consiglio Nazionale delle Ricerche, Rome: Edizioni cremonese, MR 0189973